# Dříteč
Dříteč – wieś, położona w Czechach, w byłym powiecie Pardubickim wzdłuż rzeki Łaby, 8 km w kierunku północnym od miasta krajskiego.

## Historia
Pierwszy dokument z wzmianką o wsi pochodzi z 1229 r., gdy Vladyka Czasta sprzedał ją klasztorowi opatowickiemu i dzięki temu jest na stałe częścią kraju pardubickiego.

## Zabytki
- Kościół św. Piotra i Pawła z 1336 r. z tablicą pamiątkowa ku czci Václava Veverky, wynalazcy pługu (wraz z kuzynem Františekem), który leży na miejscowym cmentarzu
- Kamienny krzyż z 1884 r.
- Pomnik ofiar I wojny światowej
- Kamienny krzyż z 1918 r. przy drodze Dříteč - Újezd

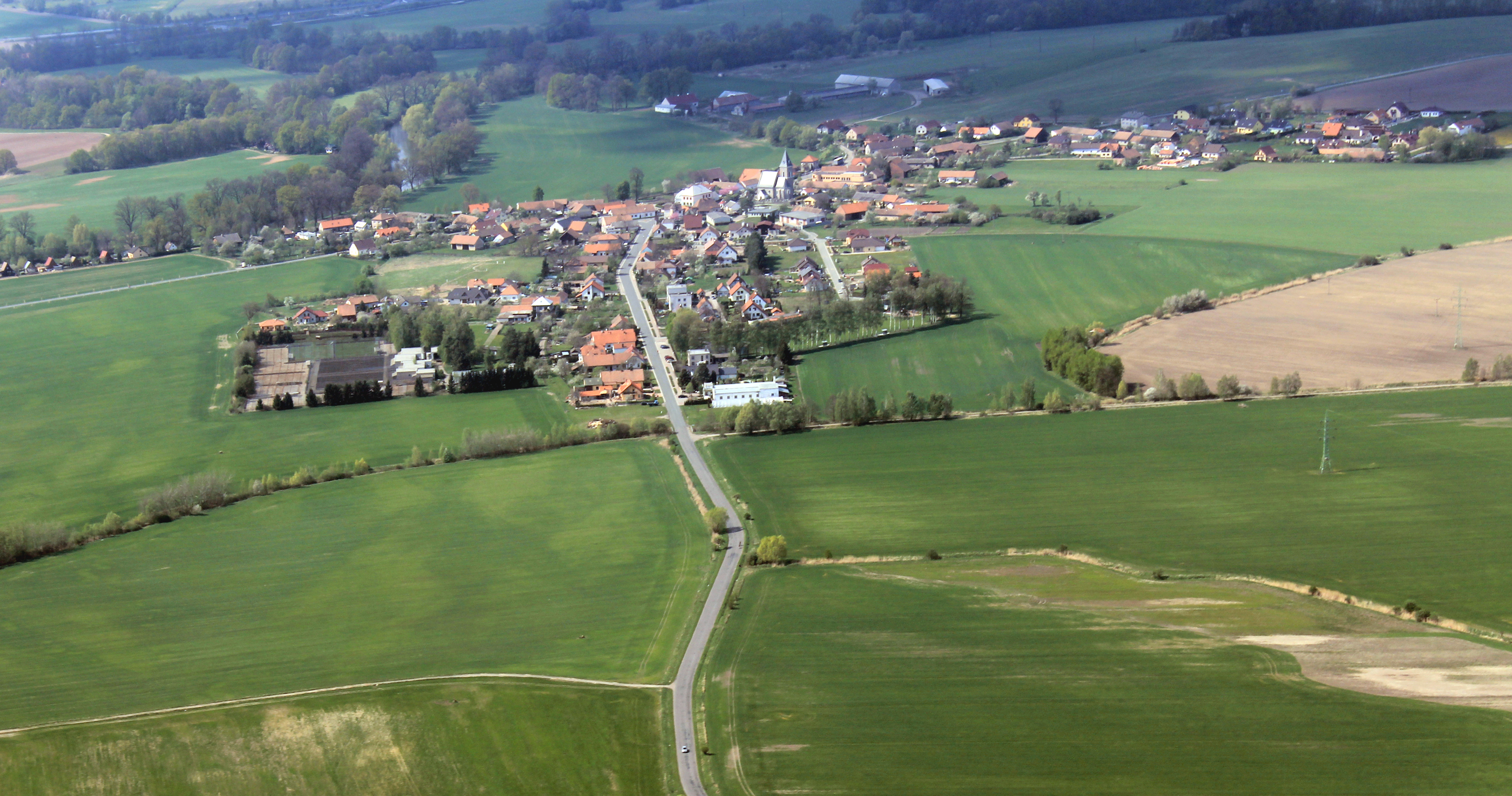
Widok na wieś z lotu ptaka

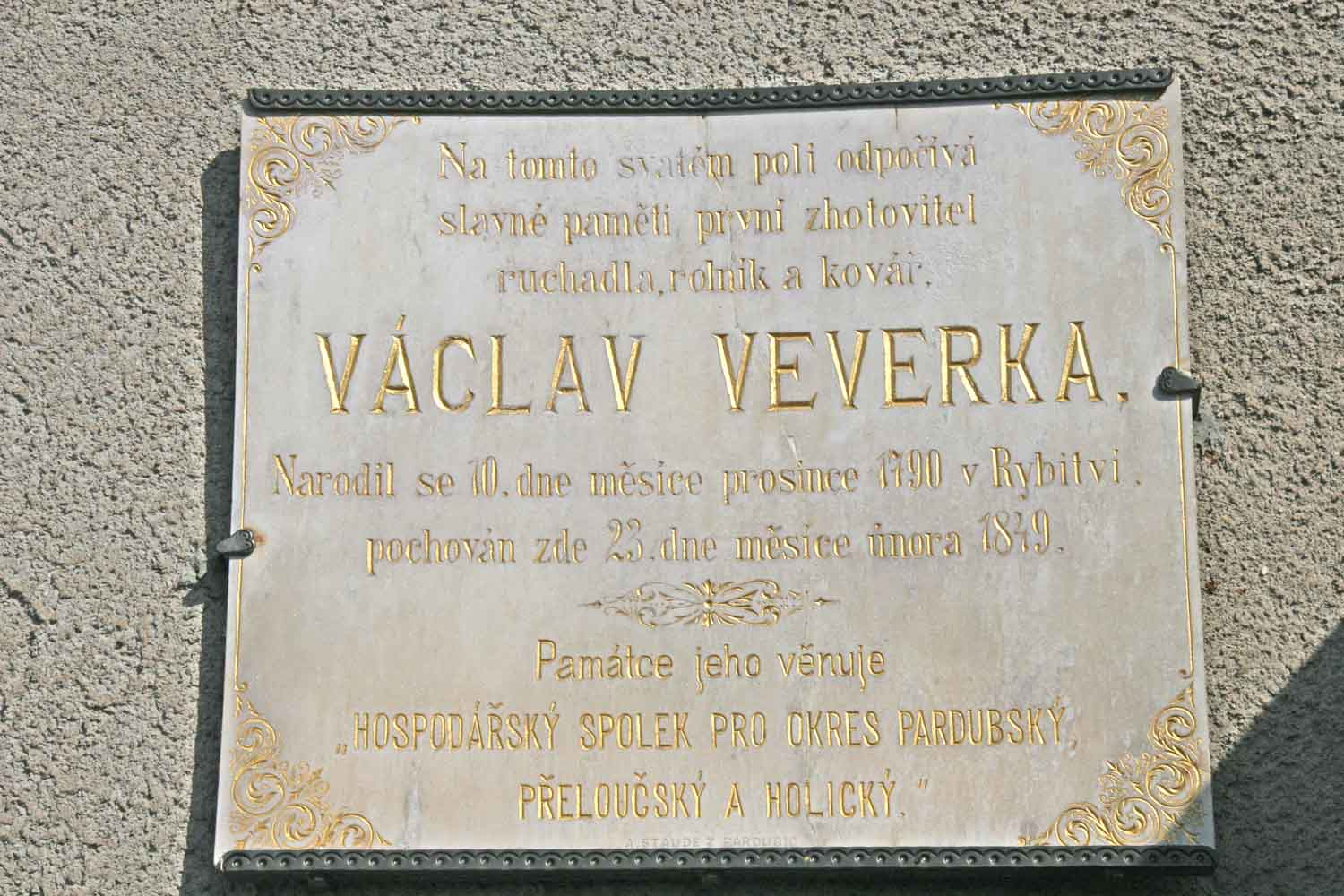
Tablica pamiątkowa ku czci Václava Veverky